# Gründlach
Gründlach – niewielka rzeka w Niemczech o długości około 20 km; prawy dopływ Regnitz; należąca do dorzecza Menu i Renu.
Wypływa spod osiedla Kleingeschaidt w mieście Heroldsberg a uchodzi do Regnitz koło Erlangen. Przepływa przez Heroldsberg, Lauf an der Pegnitz, a także przez dzielnice Norymbergi. Po drodze zbiera wodę z ośmiu strumieni.